# Mathias Greffrath
Mathias Greffrath (* 1945 in Bad Harzburg) ist ein deutscher Soziologe, Schriftsteller,  Journalist und Kolumnist.

## Leben
Nach seinem Wehrdienst studierte Greffrath von 1967 bis 1973 an der FU Berlin Soziologie, Geschichte und Psychologie. Nach dem Studium wurde er Lehrbeauftragter der FU Berlin und arbeitete als freier Journalist für die ARD und im Feuilleton der Wochenzeitung Die Zeit.
Von 1991 bis 1994 leitete er  die Zeitschrift Wochenpost in Berlin als Chefredakteur. Seit 1995 schreibt er als freier Journalist für Die Zeit, die Süddeutsche Zeitung, die deutsche Ausgabe von le monde diplomatique, für die tageszeitung, die Zeitschriften GEO und Theater heute: vor allem über die „Zukunft der Arbeit“ und die Auswirkungen der Globalisierung auf Kultur und Gesellschaft. Für die taz-Kolumne Das Schlagloch schreibt er regelmäßig Essays. Auch für das Deutschland-Radio schreibt und spricht er für die Sendung „Essay und Diskurs“ Beiträge. Darüber hinaus ist er Mitglied im wissenschaftlichen Beirat von Attac und im PEN-Zentrum Deutschland.

## Veröffentlichungen
- 1984: Vom Schaukeln der Dinge. Montaignes Versuche. Ein Lesebuch. Verlag Klaus Wagenbach, Berlin. ISBN 3-8031-2110-8 (Wagenbachs Taschenbücherei; 110)
- 1989: Die Zerstörung einer Zukunft. Gespräche mit emigrierten Sozialwissenschaftlern. Campus, Frankfurt am Main
- 1992: Montaigne. Ein Panorama. (Neuausgabe des Buches von 1984) Die Andere Bibliothek 85. Eichborn, Frankfurt am Main. ISBN 3-8218-4085-4
- 2001: Beitrag in Stefanie Carp (Hrsg.): Alles Kunst? Wie arbeitet der Mensch im neuen Jahrtausend und was tut er in der übrigen Zeit? Rowohlt, Reinbek. ISBN 3-498-01319-X (beruhend auf einer Vortragsreihe des Hamburger Schauspielhauses)
- 2002: mit Christiane Grefe und Harald Schumann: Attac. Was wollen die Globalisierungskritiker? Rowohlt Berlin, Berlin. ISBN 3-499-61636-X
- 2006: Montaigne heute. Leben in Zwischenzeiten. (Neuausgabe des Buches von 1984/1992) Diogenes, Zürich. ISBN 3-257-06162-5 (Enthält eine neue Vorbemerkung und die acht Aufsätze Greffraths zu Michel de Montaigne mit zehn Essays Montaignes)
- 2016: Die Arbeit im Anthropozän. Eine knappe Weltgeschichte der Arbeit in praktischer Absicht. Deutschlandfunk, Essay und Diskurs, 3. Januar.[6]
- 2017: als Hrsg.: RE. Das Kapital: Politische Ökonomie im 21. Jahrhundert, Verlag Antje Kunstmann, München 2017, ISBN 978-3-95614-172-0.
- 2018: mit Dietmar Dath: Das Menschen Mögliche. Zur Aktualität von Günther Anders. Picus, Wien 2018. ISBN 978-3-7117-3009-1

## Audios
- Deutschlandfunk Essay und Diskurs vom 12. Juli 2020: Die Ideen sind da, doch wir sind noch nicht so weit. Warum Utopien scheitern

## Auszeichnungen
- 1988: Jean-Améry-Preis für Essayistik
- 2006: Ernst-Schneider-Preis
- 2008: Ernst-Schneider-Preis
- 2014: Otto Brenner Preis „Spezial“ für sein journalistisches Lebenswerk[1]